# Inclacumab
L'inclacumab (LC1004-002 secondo la Denominazione Comune Internazionale) è un anticorpo monoclonale umano che si lega alla P-selectina; sono in corso studi clinici volti a valutarne l'efficacia terapeutica in caso di infarto miocardico acuto.
La P-selectina è una proteina di adesione cellulare situata sulla membrana delle cellule endoteliali e delle piastrine, favorendo l'aggregazione di queste popolazioni cellulari, le quali possono andare così a costituire un ateroma, ovvero una placca aterosclerotica.

## Uso medico
Somministrato in dose unica, prima di un intervento di angioplastica motivato da un infarto miocardico in assenza di onde Q nel tracciato elettrocardiografico, l'inclacumab riduce il livello di alcuni enzimi miocardici; ciò potrebbe ridurre il rischio di complicanze cardiache intraoperatorie e postoperatorie.
Il farmaco è generalmente ben tollerato e non sembra produrre un aumento del rischio di sanguinamenti connessi all'operazione chirurgica.